# Sound of Freedom. Dźwięk wolności
Sound of Freedom. Dźwięk wolności (ang. Sound of Freedom) – amerykańsko-meksykański film akcji z 2023 roku w reżyserii Alejandra Monteverde, który był również współautorem scenariusza. Obraz wyprodukowało Angel Studios, a producentem filmu był Eduardo Verástegui, który zagrał również w filmie. Zdjęcia kręcono w Kalifornii i w Kolumbii.
W rolach głównych wystąpili Jim Caviezel, Mira Sorvino i Bill Camp. Caviezel zagrał Tima Ballarda, byłego agenta amerykańskiego, który wyrusza na misję ratowania dzieci przed handlarzami żywym towarem w Kolumbii. Fabuła koncentruje się wokół operacji Kolei Podziemnej Ballarda, organizacji walczącej z handlem żywym towarem. 
Premiera filmu miała miejsce 4 lipca 2023. Film odniósł sukces komercyjny, zarabiając 234 miliony dolarów przy budżecie 14,5 miliona dolarów (stan z 12 października 2023). Film otrzymał mieszane recenzje od krytyków i wzbudził liczne kontrowersje, podczas gdy odbiór publiczności był na ogół entuzjastyczny. Dystrybutorem filmu w Polsce jest Rafael Film.

## Obsada
- Jim Caviezel – Tim Ballard[10]
- Mira Sorvino – Katherine Ballard[10]
- Bill Camp – Vampiro[10]
- Eduardo Verástegui – Paul[10]
- Javier Godino – Jorge[10]
- José Zúñiga – Roberto[10]
- Kurt Fuller – Frost[10]
- Gary Basaraba – Earl Buchanan[10]
- Manny Perez – Fuego[10]
- Gerardo Taracena – El Alacrán[10]
- Scott Haze – Chris[10]
- Gustavo Sánchez Parra – El Calacas[10]
- Yessica Borroto – Giselle[10]
- Kris Avedisian – Ernst Oshinsky[10]
- Cristal Paricio – Rocío[10]
- Lucás Ávila – Miguel[10]

## Odbiór
Na stronie agregatora recenzji Rotten Tomatoes 67% z 54 recenzji krytyków jest pozytywnych, ze średnią oceną 6,6/10. Z kolei Metacritic, który stosuje średnią ważoną, przypisał filmowi wynik 43 na 100, na podstawie sześciu krytyków, wskazujących na „mieszane lub średnie recenzje”. Mimo ocen krytyków film otrzymał znakomite opinie od widzów: ocena widzów Rotten Tomatoes wyniosła 99%, IMBb – 7,9/10, a Filmweb – 8,7/10.